# オフィスオーガスタ
株式会社オフィスオーガスタ（Office Augusta Co., Ltd.）は、東京都渋谷区にある音楽制作プロダクション。

## 沿革
1992年11月2日、ワーナー・パイオニアやキティレコードなどでディレクターとして活動していた森川欣信を代表取締役とし、BARBEE BOYSの解散によりソロ活動を開始した杏子のマネジメント事務所として設立。社名の「オーガスタ（Augasta）」は、その森川と杏子が同じ8月（August）生まれであったことに由来する。
2014年7月18日、個々の独立したアーティストをサポートする新たなマネジメントレーベル「バンドワゴン（Bandwagon）」を設立。
2016年12月28日、ユニバーサル ミュージック合同会社がオフィスオーガスタの全株式を譲り受けて戦略的提携を締結したことを発表。2017年1月6日に譲り受けが完了し、1月11日付でユニバーサルミュージックの社長兼CEOの藤倉尚がオフィスオーガスタの会長に、取締役音楽事業本部長兼アーティストプロデュース部長から千村良二が異動して新設就任し、森川は最高顧問となった。

## 所属アーティスト

### オフィスオーガスタ
- 杏子
- 山崎まさよし
- COIL
- あらきゆうこ
- 元ちとせ
- スキマスイッチ
- 長澤知之
- 秦基博
- さかいゆう
- 松室政哉
- ルイ

### バンドワゴン
- 忘れらんねえよ
- 竹原ピストル
- NakamuraEmi
- リーガルリリー
- MONONOKE
- kurayamisaka

### その他
作家・エンジニア
- 佐藤洋介

2014年4月まではCOILに在籍。
- 浜端ヨウヘイ

2014年2月から2023年12月までは専属アーティストとして所属。2024年からは作家契約に変更し、アーティストとしてはフリーで活動。
バンドワゴン業務提携
- 大野雄二
- eastern youth

ユニット
- 福耳

所属アーティストによるスペシャルユニット。
- BARBEE BOYS

すでに解散しているため通常は実態がないものの、杏子が所属している関係とドラムの小沼俊昭が一般社員として勤務している関係から、再結集した年にマネジメントを担当した。

## かつての所属アーティスト
オフィスオーガスタ
- スガシカオ
- 野狐禅

かつて竹原ピストルが在籍していたユニット。2009年に解散。
- Chesoon
- サンプリングサン
- MICRON' STUFF
- BELAKISS
- 村上紗由里
- DedachiKenta（現:Kenta Dedachi）

バンドワゴン
- FAITH

作家・エンジニア
- 田鹿ゆういち

2006年7月まではサンプリングサンに在籍。

## 自社レーベル

### AUGUSTA RECORDS（オーガスタレコード）
ユニバーサルミュージック内のメジャーレーベル。2002年に設立。規格品番はUMCA。
元々はBMG JAPAN(設立当時はBMGファンハウス)と提携して設立されており、アリオラジャパンに改称した後も提携を続けていたが、2017年1月にオフィスオーガスタがユニバーサルミュージックの傘下になったため、2017年3月にユニバーサルミュージック内に移管。それに伴いオーガスタレコードの販売元であったアリオラジャパンとの原盤供給契約満了により廃盤となった。
2018年1月3日にユニバーサルミュージックからAUGUSTA RECORDS CATALOGUEとしてスガシカオとBELAKISSの作品を含む51タイトルが再発売されているが、ライブDVDなどの映像作品や大半のシングルは再発売されておらず、新品での入手が困難となっている。
現在の所属アーティスト
- 杏子[注釈 4]
- 元ちとせ[注釈 5]
- スキマスイッチ
- 秦基博
- さかいゆう[注釈 6]
- 松室政哉
- 忘れらんねえよ[注釈 7]。

過去の所属アーティスト
- スガシカオ
- BELAKISS

### Au(g)tunes（オーチューンズ）
自社で運営しているインディーズレーベル。設立当初は「ATSUGA RECORDS（アツガレコード）」として運営していた。規格品番はATS。
オフィスオーガスタがユニバーサルミュージックの傘下になった2017年以降は、全国流通盤のみユニバーサルミュージックが販売元を担当し、規格品番もユニバーサルのものと同じPOCSを使用している。
元ちとせと野狐禅はインディーズ時代の作品をこのレーベルから発売している。また、山崎まさよしや浜端ヨウヘイなどはライブ会場限定の作品をこのレーベルから発売することもあった。
現在の所属アーティスト
- COIL[注釈 9]
- あらきゆうこ[注釈 10]
- 長澤知之

ATSUGA RECORDS時代の所属アーティスト
- サンプリングサン
- らぞく
- 加納りな
- MAGUMI AND THE BREATHLESS
- ソフテロ
- Dr.Stange Love
- アナム&マキ
- 杏窪彌
- HaiRi
- メロディーキッチン

### Augument Record（オーギュメントレコード）
2014年にエイベックスと提携して設立したインディーズレーベル。規格品番はXNAU。販売元はエイベックス・ミュージック・クリエイティヴが担当している。
浜端ヨウヘイと松室政哉はインディーズ時代の一部の作品を、山崎まさよしは2015年内の作品をこのレーベルから発売している。

### newborder recordings（ニューボーダーレコーディングス）
2018年にDedachiKentaのデビューと同時に設立されたインディーズレーベル。
Au(g)tunes同様、全国流通盤のみユニバーサルミュージックが販売元を担当し、規格品番もユニバーサルのものと同じPOCSを使用している。
さかいゆうも2020年から2023年3月までの作品をこのレーベルから発売している。

## 主催イベント

### Augusta Camp（オーガスタキャンプ）
毎年9月に開催している屋外ライブイベント。略称は「オーキャン」。1999年に山崎まさよしの野外ライブツアー「YAMAZAKI MASAYOSHI in Augusta Camp」にスガシカオ・杏子らがゲスト出演するという形でスタート。2001年から所属アーティストが集まる合同イベントとなる。
このイベントでは各アーティストが自分の楽曲を披露するほか、それぞれの楽曲をカバー・セッションし合うことも恒例となっている。また、スキマスイッチ（2002年）や秦基博（2006年）などはデビュー前から参加しており、所属新人アーティストを試す場としての面を併せ持つ。竹原ピストルは野狐禅のメンバーとして所属していた頃にも参加していた関係から、バンドワゴンの所属アーティストで唯一、2014年から毎年参加している。

### MUSIC BATON
オフィスオーガスタの設立30周年企画の一環として行われたライブプロジェクト。1年を通して所属アーティストたちが様々な形でライブを披露する。